# Zatoka Onemen
Zatoka Onemen (ros. залив Онемен) – estuarium rzeki Anadyr w azjatyckiej części Rosji.
Jest zatoką drugorzędną Zatoki Anadyrskiej; łączy się z nią poprzez Liman Anadyrski. Długość ok. 60 km; uchodzą do niej również rzeki Wielika i Kanczałan (poprzez swoje estuarium - Liman Kanczałowski). U wschodniego krańca leży miasto Anadyr.